# Királyhegyes
Királyhegyes là một thị trấn thuộc hạt Csongrád, Hungary. Thị trấn này có diện tích 29,8 km², dân số năm 2010 là 656 người, mật độ 22 người/km².